# Suore compassioniste serve di Maria
Le suore compassioniste serve di Maria sono un istituto religioso femminile di diritto pontificio. Le appartenenti a questa  congregazione pospongono al loro nome la sigla C.S.M.

## Storia
Le compassioniste vennero fondate a Scanzano, nei pressi di Castellammare di Stabia, da Costanza Starace (1845-1921) con l'approvazione del vescovo Francesco Petagna.
Il 16 luglio 1869 la Starace prese l'abito del terz'ordine servita e iniziò a condurre vita comune insieme a quattro compagne, dando vita alla congregazione con il fine di assistere gli orfani: la nuova famiglia religiosa si sviluppò grazie al sostegno del vescovo Vincenzo Maria Sarnelli, successore di Petagna.
La congregazione venne eretta in istituto religioso di diritto diocesano 27 maggio 1871 e venne aggregata all'ordine dei servi di Maria il 1º novembre 1893.
L'istituto ricevette il pontificio decreto di lode il 7 settembre 1900; le sue costituzioni, redatte con l'aiuto del terziario servita don Carlo Amirante, vennero approvate dalla Santa Sede il 10 luglio 1928 e definitivamente il 20 aprile 1936.
La fondatrice, in religione madre Maria Maddalena della Passione, è stata beatificata a Castellammare il 15 aprile 2007 con l'approvazione di papa Benedetto XVI.

## Attività e diffusione
Le religiose gestiscono scuole per l'infanzia e primarie, pensionati per studenti e lavoratori, residenze e centri diurni per gli anziani e case famiglia; si dedicano anche alle opere di pastorale parrocchiale e giovanile.
Oltre che in Italia, e compassioniste sono presenti nelle Americhe (Canada, Cile, Messico) e in Asia (Filippine, India, Indonesia): la sede generalizia, dal 1962, è a Roma.
Al 31 dicembre 2008 la congregazione contava 334 religiose in 37 case.